# Някасте
Някасте (ингуш. Наькасте) — село в Джейрахском районе Ингушетии. Входит в сельское поселение Гули. Родовое село ингушского тейпа Ноакастхой.

## География
Расположено на юге Республики Ингушетия, на берегу реки Сарту в 12 километрах на юго-восток (по прямой) от Гули, административного центра поселения. Ближайшие населённые пункты: Тумаг, Кязи, Галошпе.

### Часовой пояс
Село Някасте, как и вся Республика Ингушетия, находится в часовой зоне МСК (московское время). Смещение применяемого времени относительно UTC составляет +3:00.

## Население
| 2010 |
| ---- |
| 0    |

## Инфраструктура
Отсутствует.